# Donald Bonham
Donald Bonham (ur. 3 stycznia 1918, zm. 29 czerwca 2013) – australijski lekkoatleta, średniodystansowiec.
W 1938 odpadł w eliminacjach w biegu na milę podczas Igrzysk Imperium Brytyjskiego. 
Brązowy medalista mistrzostw Australii na tym dystansie (1937).